# Agent X
Agent X è una serie televisiva statunitense, trasmessa sul canale statunitense TNT. Il 15 dicembre 2015, la rete ha cancellato la serie dopo una sola stagione.
In Italia, la serie è andata in onda dal 23 settembre al 21 ottobre 2016 sul canale Premium Action della piattaforma Mediaset Premium. In chiaro è stata trasmessa dal 13 maggio 2018 sul 20.

## Trama
Dopo essere diventata Vice Presidente degli Stati Uniti, Natalie Maccabee (Sharon Stone) viene informata dell'esistenza nella Costituzione degli Stati Uniti di un paragrafo segreto (il quinto) che prevede la creazione di un agente speciale per proteggere il paese in tempi di crisi, sotto la guida del Vice Presidente. John Case (Jeff Hephner), ex agente delle forze speciali, è l'attuale "Agente X", che gestisce casi sensibili che né la CIA né l'FBI possono risolvere.

## Episodi
| Stagione       | Episodi | Prima TV | Prima TV Italia |
| -------------- | ------- | -------- | --------------- |
| Prima stagione | 10      | 2015     | 2016            |